# V (Fate)
V è il quinto album in studio dei Fate, uscito nel 2006 per l'Etichetta discografica MTM Music.

## Tracce
1. Butterfly – 5:02
2. Heaven's Crying Too – 5:03
3. Everything About You – 4:42
4. Ecstacy – 4:20
5. Nobody Loves You The Way I Do – 5:22
6. Burned Child – 4:56
7. I'll Get By – 3:59
8. Life – 5:25
9. Fate – 5:09
10. Memories Won't Die – 5:23
11. Toxic – 5:30

## Formazione
- Per Johansson (Per Henriksen) - voce
- Søren Hoff - chitarra
- Peter Steincke - basso, tastiere
- Micke Kvist - batteria